# Alex Brundle
Alex Brundle (King's Lynn, Inglaterra, Reino Unido; 7 de agosto de 1990) es un piloto de automovilismo británico. Es hijo del expiloto de Fórmula 1 Martin Brundle.
En sus inicios participó en varias competiciones automovilísticas, incluyendo Fórmula Palmer Audi, Fórmula 3 Británica y GP3 Series. Desde 2013 que corre en prototipos y gran turismos, logrando victorias o podios en WEC (LMP2), European Le Mans Series (campeón LMP3 2016), entre otras.

## Resultados

### GP3 Series
(Clave) (negrita indica pole position) (cursiva indica vuelta rápida puntuable)

| Año  | Escudería | 1   | 1   | 2   | 2   | 3   | 3   | 4   | 4   | 5   | 5   | 6   | 6   | 7   | 7   | 8   | 8   | Pos. | Puntos | Ref.  |
| ---- | --------- | --- | --- | --- | --- | --- | --- | --- | --- | --- | --- | --- | --- | --- | --- | --- | --- | ---- | ------ | ----- |
| 2012 | Carlin    | BAR | BAR | MON | MON | VAL | VAL | SIL | SIL | HOC | HOC | BUD | BUD | SPA | SPA | MNZ | MNZ | 16.º | 19     | [ 3 ] |
| 2012 | Carlin    | 10  | 8   | 10  | Ret | 16  | 14  | 7   | 10  | DSQ | 13  | 15  | 3   | 19  | 11  | DSQ | 10  | 16.º | 19     | [ 3 ] |

### Campeonato Mundial de Resistencia de la FIA
(Clave) (negrita indica pole position) (cursiva indica vuelta rápida)

| Año     | Escudería             | Clase | Automóvil                    | 1   | 2   | 3   | 4   | 5   | 6   | 7   | 8   | 9   | Pos. | Puntos | Ref.  |
| ------- | --------------------- | ----- | ---------------------------- | --- | --- | --- | --- | --- | --- | --- | --- | --- | ---- | ------ | ----- |
| 2012    |                       | LMP2  |                              | SEB | SPA | LMS | SIL | SÃO | BHR | FUJ | SHA |     | 73.º | 1.5    | [ 4 ] |
| 2012    | Greaves Motorsport    | LMP2  | Zytek Z11SN-Nissan           |     |     | 13  | 12  |     |     |     |     |     | 73.º | 1.5    | [ 4 ] |
| 2012    | OAK Racing            | LMP2  | Morgan LMP2-Judd             |     |     |     |     | Ret | Ret |     |     |     | 73.º | 1.5    | [ 4 ] |
| 2013    | OAK Racing            | LMP2  | Morgan LMP2-Nissan           | SIL | SPA | LMS | SÃO | COA | FUJ | SHA | BHR |     | 2.º  | 132.5  | [ 5 ] |
| 2013    | OAK Racing            | LMP2  | Morgan LMP2-Nissan           | 2   | 2   | 2   | 6   | 6   | 3   | 2   | 2   |     | 2.º  | 132.5  | [ 5 ] |
| 2016    | G-Drive Racing        | LMP2  | Oreca 05-Nissan              | SIL | SPA | LMS | NÜR | MEX | COA | FUJ | SHA | BHR | 6.º  | 98     | [ 6 ] |
| 2016    | G-Drive Racing        | LMP2  | Oreca 05-Nissan              |     |     |     | Ret | 7   | 3   | 1   | 1   | 1   | 6.º  | 98     | [ 6 ] |
| 2017    | Jackie Chan DC Racing | LMP2  | Oreca 07-Gibson              | SIL | SPA | LMS | NÜR | MEX | COA | FUJ | SHA | BHR | 11.º | 77     | [ 7 ] |
| 2017    | Jackie Chan DC Racing | LMP2  | Oreca 07-Gibson              | 8   | 10  | 2   | 5   | 6   | 5   | Ret | 8   | 8   | 11.º | 77     | [ 7 ] |
| 2018-19 | CEFC TRSM Racing      | LMP1  | Ginetta G60-LT-P1-Mecachrome | SPA | LMS | SIL | FUJ | SHA | SEB | SPA | LMS |     | NC   | 0      | [ 8 ] |
| 2018-19 | CEFC TRSM Racing      | LMP1  | Ginetta G60-LT-P1-Mecachrome | WD  | Ret |     |     |     |     |     |     |     | NC   | 0      | [ 8 ] |

### 24 Horas de Le Mans
| Año     | Equipo                    | Copilotos                              | Automóvil                    | Clase | Vueltas | Pos. | Pos. Clase |
| ------- | ------------------------- | -------------------------------------- | ---------------------------- | ----- | ------- | ---- | ---------- |
| 2012    | Greaves Motorsport        | Lucas Ordóñez Martin Brundle           | Zytek Z11SN-Nissan           | LMP2  | 340     | 15.º | 8.º        |
| 2013    | OAK Racing                | Olivier Pla David Heinemeier Hansson   | Morgan LMP2-Nissan           | LMP2  | 328     | 8.º  | 2.º        |
| 2014    | OAK Racing                | Jann Mardenborough Mark Shulzhitskiy   | Ligier JS P2-Nissan          | LMP2  | 354     | 9.º  | 5.º        |
| 2017    | Jackie Chan DC Racing     | David Cheng Tristan Gommendy           | Oreca 07-Gibson              | LMP2  | 363     | 3.º  | 2.º        |
| 2018    | CEFC TRSM Racing          | Oliver Rowland Oliver Turvey           | Ginetta G60-LT-P1-Mecachrome | LMP1  | 137     | DNF  | DNF        |
| 2019    | United Autosports         | Ryan Cullen Will Owen                  | Ligier JS P217-Gibson        | LMP2  | 348     | 19.º | 14.º       |
| 2020    | United Autosports         | Job van Uitert Will Owen               | Oreca 07-Gibson              | LMP2  | 359     | 17.º | 13.º       |
| 2021    | Inter Europol Competition | Jakub Śmiechowski Renger van der Zande | Oreca 07-Gibson              | LMP2  | 360     | 10.º | 5.º        |
| 2022    | Inter Europol Competition | Esteban Gutiérrez Jakub Śmiechowski    | Oreca 07-Gibson              | LMP2  | 365     | 17.º | 13.º       |
| Fuente: |                           |                                        |                              |       |         |      |            |